# Passage à l'acte (film)
Pour plus de détails, voir Fiche technique et Distribution.
Passage à l'acte est un film français réalisé par Francis Girod, sorti en 1996.

## Synopsis
Antoine Rivière est un psychanalyste réputé. Il reçoit un jour un nouveau patient, Édouard Berg. Celui-ci prétend avoir tué sa femme. Au fil des séances, ce patient énigmatique découvre un jeu pervers qui va bouleverser l'univers d'Antoine.

## Fiche technique
- Titre : Passage à l'acte
- Réalisation : Francis Girod
- Scénario : Francis Girod, Gérard Miller et Michel Grisolia, d'après le roman Neutralité malveillante de Jean-Pierre Gattégno
- Production : Michel Seydoux et Bruno Pésery
- Musique : Alexandre Desplat
- Photographie : Charles Van Damme
- Montage : Geneviève Winding
- Pays de production :  France
- Format : couleur
- Décors : Bernard Vézat
- Costumes : Jackie Budin
- Costumes : Dominique Morlotti pour Daniel Auteuil
- Genre : thriller
- Durée : 105 minutes
- Date de sortie : 30 octobre 1996

## Distribution
- Daniel Auteuil : Antoine Rivière
- Patrick Timsit : Édouard Berg
- Anne Parillaud : Isabelle d'Archambaut, patiente de Rivière
- Michèle Laroque : Florence, ex-femme de Rivière
- Marianne Denicourt : Nathalie, psychiatre amie de Rivière
- Clotilde de Bayser : Hélène, une amie de Rivière
- Jean-Michel Noirey : le commissaire Guérin
- Marc Berman : Montagner, psychiatre
- Anne-Marie Philipe : Rosine, psychiatre
- Hélène Fillières : Alexandra, une patiente
- Marc Chouppart : Davenne, un patient
- Florence Viala : Nina, hôtesse au Jude l'Obscur
- Anthony Decadi : Charles, enfant
- Éric Laugérias : le patron du Jude l'Obscur
- Vincent Solignac : un convive
- Yvette Etievant : l'ancienne secrétaire de Meyer
- Edgar Givry : le notaire
- Umbañ U Kset: Monsieur Sotigui
- Sylvie Laporte : Félicité, employée de maison de Rivière
- Anne Le Ny : la secrétaire de Rivière
- Aurélien Recoing : l'inspecteur de police
- Jérôme Garcin, Régine Deforges : caméo